# 早川武夫
早川 武夫（はやかわ たけお、1914年10月2日 - 2006年3月10日）は、愛知県出身の英米法学者、神戸大学名誉教授。
1944年、東京帝国大学文学部卒。1947年、同法学部卒。1950年 - 1953年、ミシガン大学で在外研修。神戸大学法学部助教授、1962年「司法過程の実証的研究」で法学博士、教授。1978年定年退官、名誉教授、専修大学教授。1985年退職。
1987年、勲三等旭日中綬章を受章。2006年3月10日、肺炎のため死去。

## おもな業績

### 著書
- アメリカ法の基本概念 アメリカ法の見方と調べ方　関西経済連合会 1954 (関経連叢書)
- 法律英語の常識 日本評論新社 1962
- 英米法サロン 一粒社 1967
- アメリカ法学の展開 自然法学から行動法学まで 一粒社 1975
- アメリカ司法と計量法学 神戸大学研究双書刊行会 1979.3 (神戸法学双書)
- 会議法の常識 商事法務研究会 1985.3
- アメリカ法の最前線 日本評論社 1989.7
- 法律英語の基礎知識 商事法務研究会 1992.7
- アメリカ法の最前線 続 日本評論社 1993.7

### 編共著
- 英文契約書ハンドブック  国際商事法研究所 1977
- 法律英語の基礎知識 椙山敬士共著 増補版 商事法務 2005.10

### 翻訳
- 日本国憲法についての論評 ウォルター・ゲルホン 山田幸男共訳 憲法調査会事務局 1959
- 基本的人権 日米憲法の比較法的研究のために ウォルター・ゲルホン 山田幸男共訳 有斐閣 1959
- 法社会学 テイマーシェフ 川島武宜,石村善助共訳 東京大学出版会 1962
- ジュリメトリックス / ハンス・バーデ編 碧海純一共編訳 日本評論社 1969